# إدوارد لاك
إدوارد لاك (بالإنجليزية: Edward Lake)‏ هو سياسي نيوزيلندي، ولد في 1835، وتوفي في 1908. انتخب عضو مجلس النواب النيوزيلندي.